# Laura Kipnis
Laura Kipnis (1956), teorica e critica della cultura contemporanea.

## Biografia
È anche videoartista e insegna comunicazione di massa alla Northwestern University di Chicago.
Nelle sue opere, con uno stile ironico e diretto, propone rivoluzionarie analisi critiche della cultura contemporanea, che hanno sempre suscitato polemiche negli Stati Uniti. Suoi temi ricorrenti sono sessualità (corpo, amore, pornografia, adulterio, scandalo), razzismo, capitalismo e mass media, con particolare riflessione su quali ideologie politiche li caratterizzano.
Nel pamphlet Contro l'amore (Einaudi, 2005), critica i miti dell'amore romantico e del matrimonio, quest'ultimo descritto come un'illusione che diventa un enorme mezzo di controllo, che porta alla perdita di ogni libertà. In alternativa, l'autrice sostiene invece i piaceri derivanti dal gesto rivoluzionario dell'adulterio.

## Opere
- Reconsidered: Toward A Left Popular Culture (1986)
- Feminism: The Political Conscience of Postmodernism? (1988)
- Ecstasy Unlimited: On Sex, Capital, Gender & Aesthetics. Minnesota (1993).
- Bound and Gagged: Pornography and the Politics of Fantasy in America (dedicato alla pornografia; 1996)
- Against love, pubblicato in Italia come Contro l'amore. (2005, Einaudi)  Archiviato il 27 settembre 2007 in Internet Archive.
- Unwanted Advances: Sexual Paranoia Comes to Campus, New York, HarperCollins, aprile 2017.